# Palatka
Palatka település az Amerikai Egyesült Államok Florida államában, Putnam megyében, melynek megyeszékhelye is. Lakosainak száma 10 446 fő (2020. április 1.).

## Népesség
A település népességének változása:

| 2010 | 10 558 |
| 2020 | 10 446 |